# Speizi-barlang
A Speizi-barlang Magyarország fokozottan védett barlangjai közül az egyik. A Bükki Nemzeti Park területén található. A 14. legmélyebb barlang a Bükk-vidéken. Fontos denevér élőhely. Sokféle, eróziós eredetű forma található benne. A Bükk-vidéken található többi, hasonló hosszúságú barlanghoz viszonyítva kevés cseppkő alakult ki a járataiban.

## Leírás
A bükk-fennsíki Nagy-fennsík keleti részén, a Létrási-lápa déli oldalán, a Garadna-patak völgyéből Jávorkút felé haladó műúttól délre, 150 méternyire nyílik. A bejárata egy töbörben van, amelyet észak felől egy két–három méter magas sziklafal határol. A bejárati nyílásához vezető patakmeder végén, a vízfolyás régi nyelési pontján található a kiépített és lezárt bejárata, közvetlenül a sziklafal lábánál. A dél felől folyó patak jelenleg nem itt, hanem egy 50 méterrel nyugatabbra lévő, új beszakadásban jut a föld alá. A másfél–két méter átmérőjű, bejárati aknájának a fala részben szálkőzetből és részben körívben rakott, terméskő falból áll. A függőleges akna négyszögletes és nyolc méter mélységig bontott.
Középső triász mészkőben keletkezett a barlang. A befoglaló kőzet jól rétegzett, vastagpados, szürkés-fehéres és sok helyen kalciteres. A barlang kőzetfelületei gyakran márványos, finoman erezett rajzolatúak. Ez a jelenség a vízben szállított, finomszemcsés hordalék csiszoló hatásának köszönhető. A barlangjáratokra az északkeleti irányultság és a folyosó jellegű járataira a két–négy méter széles, 5–10 méter magas, hasadék járatszelvény a jellemző. A járatok kialakulását az északkeleti irányú, elsődleges és az azokra merőleges, vagy harántirányú, másodlagos, tektonikus törések, valamint az ugyancsak északkeleti irányú kőzetdőlés nagy mértékben befolyásolták. A barlangot a fejlődésének a korai szakaszában korrózió hatására, majd később eróziós módon alakította ki a barlangi patakvíz.
Elágazó, lépcsőzetesen mélyülő barlang. A morfológiai nagyformák közül megtalálható benne az akna, a kürtő, a meander és a gömbfülke. A morfológiai kisformái az evorziós üstök, a mennyezeti csatornák, a gömbüstök, az ujjbegykarrok, a csorgák, a kannelúrák, a hieroglifák, a hullámkagylók, a kipreparálódott sziklabordák és a szinlők. A barlangban kevés a cseppkő, mert a beszivárgó, csepegő víz főleg oldja a kőzet felületét. A cseppköveket függőcseppkövek, szalmacseppkövek, heliktitek, cseppkőzászlók, állócseppkövek, cseppkőoszlopok, cseppkőlefolyások és cseppkőbaldachinok képviselik. Az alsó szakaszán nagy felületeket fedő cseppkőlefolyás figyelhető meg.
A Hágcsós-terem nevű akna körülbelül 5–10×3–5 méter keresztmetszetű, az oldalában található beszállástól számítva 20 méter mély és körülbelül 10 méter magas. Az első, vizes szifon előtti terem 10 méter hosszú, öt méter széles. A szifon a terem északnyugati végében helyezkedik el és a teremnek van egy nagy átmérőjű, körülbelül 60 méter magas kürtője. A Bűvész-ág omlásveszélyes. Az új végpontja 23 méternyire helyezkedik el a Szepesi–Láner-barlangrendszer nyugati, végponti, negyedik szifonjától. Denevérek is előfordulnak a barlangban. 6–8 °C az átlagos hőmérséklete. A bejárásához a Bükki Nemzeti Park Igazgatóság engedélye és kötéltechnikai eszközök alkalmazása kell.
Hidrológiailag aktív víznyelőbarlang. A felszínről befolyó pataknak általában nem nagy, percenként néhány liter a vízhozama. A patak barlangi forrása a Hágcsós-terem alatti omladékzónában van. A barlangi patak az első szifon előtt, a szifontól 30 méterre eltűnik, majd a szifonban lévő vizet táplálja. A negyedik, végponti szifonja elmenő. A vizét észlelték az Eszperantó-forrásban, a Margit-forrásban és a Szinva-forrásban, valamint a Szepesi-barlang patakjában. Valószínűleg az Ikertebri-víznyelőbarlangon, a Kis-mogyorós-víznyelőbarlangon, a Speizi-barlangon, az Egyetem-tebri-víznyelőbarlangon és a Szepesi–Láner-barlangrendszeren keresztül érkezik az István-lápai-barlang Fő-ágába a befolyó víz. Az István-lápai-barlangban elfolyó vizek az Anna-forrásban, a Soltész-kerti-forrásban, a Szent György-forrásban és a Tavi-forrásban kimutathatók.
1977-ben volt először Speizi-barlangnak nevezve a barlang az irodalmában. Előfordul a barlang az irodalmában Éléskamrai-barlang (Vincze 1982), Spaizi-barlang (Gazdag 1990), Spaizi viznyelőbarlang (Bertalan 1976), Spaizi-víznyelőbarlang (Kordos 1984), Spajzi-barlang (Fleck, Vid 1982), Spájzi I.sz. viznyelőbarlang (Bertalan 1976), Spájzi 1. sz. víznyelőbarlang (Kordos 1984), Spájzi-barlang (Kordos 1984), Spájzi-víznyelőbarlang (Dely 1970), Speizi I. (MKBT Meghívó 1976), Speizi I.-barlang (Majoros 1970), Speizi Cave (Takácsné, Eszterhás, Juhász, Kraus 1989) és Spejzi-barlang (Baja 1998) neveken is. A Magyarország barlangjai című könyv szerint az Éléskamrai-barlang név a Spájzi 2. sz. víznyelőbarlang (Speizi 1a sz. víznyelő) egyik neve.

## Kutatástörténet
1955. április 3-án a Magyar Hidrológiai Társaság Nagymiskolci Csoport Zsombolykutató Szakosztályának tagjai kezdték el kutatni a régi, eltömődött víznyelőt. 1955 októberében a szakosztály kutatói víznyomjelzési kísérletet végeztek a közeli, aktív nyelőnél sózással. A víznyelőben eltűnő víz felszínre bukkanási helyét azonban nem sikerült megállapítaniuk. 1967. szeptember 24-én tárták fel a MEAFC Marcel Loubens Barlangkutató Szakosztály barlangkutatói a járhatatlan, régi nyelési helyen mélyített gödörből. A barlang mélypontján a továbbjutást egy vízzel töltött szifon tette lehetetlenné. 1968. augusztus 30-án Liptai Edit, Bojtor I., Gyöngyi László, Szeremley Géza, Szeremley Szabolcs és Komlóssy Attila mérték fel a barlang főágát függőkompasszal, fokívvel és mérőszalaggal. A vesztett pontos felmérés alapján egy alaprajzi térkép és egy hosszmetszet térkép készült. A hosszmetszet térkép 37–217° csapásirányú síkra vetített, függőleges vetületet ábrázol.
1970 augusztusában a patakot fluoreszceinnel festették meg a barlangban eltűnő víz előbukkanási helyének a megállapítása miatt. A Szepesi-barlang patakjában, a Szinva-forrásokban, az Eszperantó-forrásban és a Margit-forrásban figyelték a felszínre kerülő vizet, de azokban nem észlelték a nyomjelző anyagot. Az 1976-ban befejezett, Magyarország barlangleltára című kéziratban az olvasható, hogy a Bükk hegységben, Miskolcon lévő Spájzi I.sz. viznyelőbarlang másik neve Spaizi viznyelőbarlang. Létrás-tetőn helyezkedik el a 115 m hosszú és 80 m mély időszakos víznyelőbarlang. A kézirat barlangra vonatkozó része 1 publikáció alapján lett írva.
Az 1977-ben napvilágot látott, Bükk útikalauz című kiadvány szerint 115 m hosszú és 80 m mély. Az 1977-ben kiadott Hidrogeológiai kirándulások a Bükkben című könyvben rövid leírás található a Speizi-nyelőkről és a kiadványban említve van a kiácsolt nyelőszájú Speizi-barlang. Az 1977. december 31-i állapot szerint (MKBT Meghívó 1978. május) a Bükk hegységben lévő és 96 m mély Speizi-barlang az ország 20. legmélyebb barlangja. Az 1977. évi Karszt és Barlangban megjelent összeállítás alapján, 1977. december 31-én Magyarország 22. legmélyebb barlangja a Bükk hegységben elhelyezkedő, 1977. december 31-én 96 m mély, 1976-ban és 1975-ben pedig ismeretlen mély Speizi-barlang. Ez az összeállítás naprakészebb az 1978. májusi MKBT Meghívóban publikált listánál.
Az 1978. márciusi MKBT Meghívóban a Marcel Loubens Barlangkutató Szakcsoport közölte a tulajdonában lévő térkép alapján a barlang méretét. A közlemény szerint 1968-ban 168 m hosszú és 96 m mély volt. Az 1979-ben napvilágot látott, Barlangok a Bükkben című kiadványban szó van arról, hogy az állandó vízbefolyással rendelkező Speizi-barlangnak egy kerítés DNy-i sarkánál található mészkősziklák tövében van a bejárata. A 168 m hosszú és 96 m mély barlang végét vizes törmelékszifon zárja le. Rossz ácsolata is, de veszélyesebb a leereszkedés az aknarendszerében lévő mozgó, ingó kövek között. A kiadványban publikálva lett az 1968-ban rajzolt két térkép. A könyvhöz mellékelt, a Bükk hegység barlangokban leggazdagabb területét bemutató térképen látható a 133-as számmal jelölt barlang földrajzi elhelyezkedése.
Az 1970-es évek végén beomlott a faácsolattal megerősített bejárati aknája. 1982-ben a Marcel Loubens Barlangkutató Egyesületnek volt kutatási engedélye a barlang kutatásához. Az 1982. október 8-án a barlang Vincze Ferenc által kitöltött barlangkataszteri törzslapja alapján a barlang bejárati ácsolata elkorhadt, bejárata beomlott. A bejárati akna valószínűleg teljesen be fog omlani, a barlang életveszélyes és nem járható. Az utolsó teremben egy 30 m hosszú hágcsó volt. A barlang másik neve Éléskamrai-barlang. A barlang mért, vízszintes kiterjedése 98 m, a mért mélysége 105 m, becsült hossza pedig 300 m. Az 1984-ben kiadott, Magyarország barlangjai című könyv szerint az 1960-as évek egyik jelentős hazai barlangfeltárása volt a barlangba való bejutás 1964-ben. A kiadvány országos barlanglistájában szerepel a Bükk hegységben lévő barlang Spájzi 1. sz. víznyelőbarlang néven Spaizi-víznyelőbarlang névváltozattal. A listához kapcsolódóan látható az Aggteleki-karszt és a Bükk hegység barlangjainak földrajzi elhelyezkedését bemutató 1:500 000-es méretarányú térképen a barlang földrajzi elhelyezkedése.
1987-ben kezdődött el a barlang bejárati aknájának újraácsolása. Az 1987. december 31-i állapot alapján Magyarország 57. leghosszabb barlangja az 5372/47 barlangkataszteri számú, kb. 300 m hosszú Speizi-barlang. Az összeállítás szerint az 1977. évi Karszt és Barlangban közölt hosszúsági listában a barlang nincs benne. Lénárt László 1987. júniusi szóbeli közlése, hogy 168 m van felmérve és a barlang nem járható. Az 1987. december 31-i állapot alapján Magyarország 27. legnagyobb függőleges kiterjedésű barlangja az 5372/47 barlangkataszteri számú, 96 m függőleges kiterjedésű Speizi-barlang. Az összeállítás szerint az 1977. évi Karszt és Barlangban közölt mélységi listában a barlang 96 m mély. A Karszt és Barlang 1989. évi különszámában publikált, angol nyelvű tanulmányhoz (The caves of Hungary) kapcsolódva megjelent egy olyan lista, amelyben Magyarország leghosszabb, és egy olyan lista, amelyben Magyarország legmélyebb barlangjai vannak felsorolva. A két felsorolás szerint a Bükk hegységben fekvő, 300 m hosszú és 96 m mély Speizi-barlang (Speizi Cave) 1988-ban Magyarország 58. leghosszabb és 27. legmélyebb barlangja. (1977-ben is 96 m mély volt a barlang.)
1990-ben a Marcel Loubens Barlangkutató Egyesületnek volt kutatási engedélye a barlang kutatásához és az egyesület ebben az évben tette újra járhatóvá a beomlott, bejárati aknáját és kezdte el kutatni az akkori végponti, jelenleg 1. számú szifont. Az egyesület a bejáratot egy ideiglenes faácsolattal biztosította. 1993-ban javítva lett a faácsolat. 1994-ben lett elérve az 1. számú szifon legmélyebb része a hordalék és a víz eltávolításával. A szifon másik oldalán található szűk és meredek járaton azonban nem sikerült átjutni. A barlang folytatásának a felfedezését a szifonba visszaszivárgó víz is akadályozta. 1995-ben a Magyar Karszt- és Barlangkutató Társulat által rendezett Barlangnapon az egyik túracélpont volt. 1998. május 14-től a környezetvédelmi és területfejlesztési miniszter 13/1998. (V. 6.) KTM rendelete szerint a Bükki Nemzeti Park Igazgatóság illetékességi területén, a Bükk hegységben található Spejzi-barlang az igazgatóság engedélyével látogatható. 1999-ben lett kiépítve a bejárati akna.
2001. május 17-től a környezetvédelmi miniszter 13/2001. (V. 9.) KöM rendeletének értelmében a Bükk hegység területén lévő Speizi-barlang fokozottan védett barlang. Egyidejűleg a fokozottan védett barlangok körének megállapításáról szóló 1/1982. (III. 15.) OKTH rendelkezés hatályát veszti. Fokozottan védett barlang a karsztvíz védelme, a helyenként nagy méretű járatok és sziklaformái miatt lett. 2001. június 23-án Kovács Zsolt, Hegedűs Norbert és Kosztolányi Katalin készítették el a barlang nyilvántartólapját. 2001 júliusában Szabó Zoltán szerkesztette meg a barlang alaprajz térképét, hossz-szelvény térképét és vetített hossz-szelvény térképét. A Bükki Nemzeti Park Igazgatóság megbízásából készült térkép megrajzolásához a barlangot Bodony Szilárd, Gál Zita, Kaposi Judit, Madár Marianna és Szabó Zoltán mérték fel.
A 2003-ban megjelent, Magyarország fokozottan védett barlangjai című könyvben található barlangismertetésben az olvasható, hogy 550 m tengerszint feletti magasságban nyílik, 465 m hosszú, 101 m függőleges kiterjedésű és vízszintes kiterjedése 105 m. A könyvben lévő, Egri Csaba és Nyerges Attila által készített hosszúsági lista szerint a Bükk hegységben lévő és 5372-47 barlangkataszteri számú Speizi-barlang Magyarország 53. leghosszabb barlangja 2002-ben. A 2002-ben 465 m hosszú barlang 1987-ben 300 m hosszú volt. A könyvben található, Egri Csaba és Nyerges Attila által készített mélységi lista szerint a Bükk hegységben lévő és 5372-47 barlangkataszteri számú Speizi-barlang Magyarország 28. legmélyebb barlangja 2002-ben. A 2002-ben 101 m mély barlang 1977-ben és 1987-ben is 96 m mély volt.
A 2005-ben napvilágot látott, Magyar hegyisport és turista enciklopédia című kiadványban önálló szócikke van a barlangnak. A szócikk szerint a Speizi-barlang a Bükk hegységben található és fokozottan védett természeti érték. A Nagy-fennsík K-i részén, 550 m tengerszint feletti magasságban van a bejárata. A miskolci Zsombolykutató Munkabizottság 1955-ben kezdte meg kutatását, de csak 1967-ben lett feltárva. A 465 m hosszú és 101 m mély víznyelő triász mészkőben keletkezett. A lépcsőzetesen mélyülő és elágazó üregrendszer falait meanderek, korróziós és eróziós formák törik meg. Alsó szakaszán nagy felületeket fedő cseppkőlefolyás figyelhető meg. Vizét észlelték a Margit-, Eszperantó- és Szinva-forrásban, illetve a Szepesi-barlang patakjában. Járatai megközelítik a Szepesi–Láner-barlangrendszert. Engedéllyel és kötéltechnikai eszközök alkalmazásával látogatható. Egy szifon nehezíti végpontján a továbbjutást. Láner Olivér (Lánder Olivér) szócikkében meg van említve, hogy Láner Olivér részt vett a Speizi-barlang feltárásában. A Marcel Loubens Barlangkutató Egyesület egyik legjelentősebb feltárása a Speizi-barlang (1967).
2005. szeptember 1-től a környezetvédelmi és vízügyi miniszter 22/2005. (VIII. 31.) KvVM rendelete szerint a Bükki Nemzeti Park Igazgatóság működési területén, a Bükk hegységben található Spejzi-barlang a felügyelőség engedélyével látogatható. 2005. szeptember 1-től a környezetvédelmi és vízügyi miniszter 23/2005. (VIII. 31.) KvVM rendelete szerint a Bükk hegységben lévő Speizi-barlang fokozottan védett barlang. 2007. március 8-tól a környezetvédelmi és vízügyi miniszter 3/2007. (I. 22.) KvVM rendelete szerint a Bükki Nemzeti Park Igazgatóság működési területén lévő Bükk hegységben elhelyezkedő Spejzi-barlang az igazgatóság engedélyével tekinthető meg.
2007. július 26-án a Marcel Loubens Barlangkutató Egyesület tagjai átjutottak a régi végponti szifonon, azaz az 1. számú szifonon és átbontottak még két szifont, valamint kimásztak egy 60 m magas kürtőt. Akkor a barlang 250 m-rel hosszabbodott, végpontja 23 m-re közelítette meg a Szepesi–Láner-barlangrendszer nyugati végponti, 4. szifonját és Kiss János, valamint Ferenczy Gergely elkészítette az új barlangjáratok poligonfelmérését és egy vázlatos alaprajz térképet. A 2009-ben rendezett Barlangnapon az egyik túracélpont volt. 2013. július 19-től a vidékfejlesztési miniszter 58/2013. (VII. 11.) VM rendelete szerint a Spejzi-barlang (Bükk hegység, Bükki Nemzeti Park Igazgatóság működési területe) az igazgatóság hozzájárulásával látogatható. 2014-ben lett lezárva és átalakítva az üregrendszer bejárata. A 2014-ben rendezett Barlangnapon az egyik túracélpont volt. 2015. november 3-tól a földművelésügyi miniszter 66/2015. (X. 26.) FM rendelete szerint a Speizi-barlang (Bükk hegység) fokozottan védett barlang. 2021. május 10-től az agrárminiszter 17/2021. (IV. 9.) AM rendelete szerint a Speizi-barlang (Bükk hegység, Bükki Nemzeti Park Igazgatóság működési területe) az igazgatóság engedélyével látogatható. A 13/1998. (V. 6.) KTM rendelet egyidejűleg hatályát veszti.

## További irodalom
- Czenthe Huba: A Bükk-hegység barlangjai. Kézirat (szakdolgozat) a KvVM Barlang- és Földtani Osztályon. Eger, 1965. 67. old.
- Dobos Tímea: A Szepesi–Láner-barlangrendszer és Speizi-barlang összefüggőségének vizsgálata. TDK kézirat, 2008. Miskolc.
- Kraus Sándor: Barlangföldtan. Budapest, 1984.
- Lénárt László: Szpeleológiai eredmények a Bükk hegységből. Borsodi Földrajzi Évkönyv, 1979. 3. sz. Miskolc. 73–90. old.
- Lénárt László: A miskolci barlangkutatás és a bükki barlangok összefoglaló ismertetése. Borsodi Műszaki-Gazdasági Élet, 1982. 3. sz. Miskolc. 11–14. old.